# Pinoy Sunday
Pour les articles homonymes, voir Pinoy.
 (juin 2014).
Pour plus de détails, voir Fiche technique et Distribution.
Pinoy Sunday est un film taïwanais réalisé par le Malais Wi Ding Ho. Il raconte les déboires de deux travailleurs immigrés philippins à Taipei. Avec cette œuvre, Wi Ding Ho a obtenu le prix du « meilleur nouveau réalisateur » au 47e Festival du Cheval d’or de Taipei.

## Synopsis
Deux travailleurs philippins, Manuel et Dado, sont employés comme manutentionnaires dans une usine de la banlieue de Taipei. Le dimanche, jour de repos, ils passent leur temps dans le centre de la grande ville. Manuel, célibataire, voudrait sortir avec une de ses compatriotes, Celia, qui travaille en tant qu’aide domestique dans une famille de Taïwanais aisés. Dado, marié, a laissé sa famille aux Philippines, espérant gagner assez d’argent à Taïwan en vue d’assurer de meilleures conditions de vie matérielles à sa femme et à sa fille. À Taipei, il a rencontré une jeune femme de son pays, Anna, avec qui il a une relation amoureuse. Un dimanche, Manuel et Dado trouvent un canapé abandonné dans la rue, celui qu'ils avaient toujours rêvé d’avoir, pour pouvoir se reposer après leurs dures journées de labeur. Ils décident donc de le ramener dans leur dortoir à l’usine. Pour cela, ils vont devoir entreprendre un périple d’une journée en forme de voyage initiatique désopilant…

## Thèmes et style
Pinoy Sunday aborde des thèmes qui étaient encore assez inédits à Taïwan à l’époque de sa sortie en salle. En effet, ses personnages principaux sont des travailleurs immigrés, fait nouveau pour les spectateurs de l’île. Par ailleurs, Wi Ding Ho prend le parti inattendu de traiter ce sujet sur un mode comique. À aucun moment le film ne dénonce de manière directe les éventuelles discriminations et injustices auxquelles pourraient être sujets ses deux héros (repos insuffisant, sécurité douteuse sur le lieu de travail, horaires de travail abusifs, etc.). C’est à travers le rire que le film nous invite à nous préoccuper de ces aspects, qu’il traite toujours avec humour et légèreté.

## Difficultés rencontrées
Le thème des travailleurs immigrés semble avoir inquiété certains distributeurs taïwanais, incertains de la réaction du public face à cette thématique nouvelle. Un exploitant de salle aurait même refusé de faire projeter le film, de crainte de créer des attroupements de travailleurs immigrés philippins devant son cinéma. En outre, lorsque le producteur du film chercha à obtenir des subventions auprès des autorités taïwanaises, sa requête fut refusée, au motif que le pourcentage de dialogues dans une langue du pays (mandarin, taïwanais, hakka, langues des aborigènes de Taïwan) était insuffisamment élevé.

## Fiche technique
- Titre : Pinoy Sunday
- Titre original : 臺北星期天
- Réalisation : Wi Ding Ho
- Scénario : Wi Ding Ho, Ajay Balakrishnan
- Production : Changhe Films, NHK, Les Petites Lumières, Spark Films
- Photographie : Jake Pollock
- Pays d'origine : République de Chine (Taïwan)
- Langues : filipino, mandarin, taïwanais
- Format : Couleurs - Mono
- Genre : Comédie
- Durée : 82 minutes
- Date de sortie : 7 mai 2010

## Distribution
- Bayani Agbayani : Diosdado "Dado" Tagalog
- Epy Quizon : Manuel dela Cruz
- Alessandra De Rossi : Celia
- Meryll Soriano : Anna
- Nor Domingo : Carros
- Le Père Jean-Claude : lui-même
- Joseph Chang : l’employeur de Celia
- Lu Yi-Ching : la mère d’un adolescent suicidaire

## Distinctions
- « Meilleur nouveau réalisateur » (Wi Ding Ho) au 47e Festival du Cheval d’or.
- « Meilleure comédie » au Festival international du film Comedy Cluj[8].